# Chaînée-des-Coupis
Chaînée-des-Coupis är en kommun i departementet Jura i regionen Bourgogne-Franche-Comté i östra Frankrike. Kommunen ligger i kantonen Chaussin som tillhör arrondissementet Dole. År 2022 hade Chaînée-des-Coupis 185 invånare.

## Befolkningsutveckling
Antalet invånare i kommunen Chaînée-des-Coupis
Referens:INSEE